# Ligamento redondo del hígado
En anatomía humana, se designa con el nombre de ligamento redondo del hígado a un cordón fibroso que partiendo del ombligo asciende hasta la incisura del ligamento redondo en el hígado, continuando por la cara inferior de este órgano hasta alcanzar el hilio hepático, donde se une con el ligamento venoso. Esta estructura anatómica procede de la primitiva vena umbilical del periodo fetal que se oblitera totalmente en los dos primeros meses de vida extrauterina.